# Isle of Man TT 1952
De Isle of Man TT 1952 was de tweede race van het wereldkampioenschap wegrace van dit seizoen. De races werden verreden van 11 tot en met 13 juni op de Snaefell Mountain Course, een stratencircuit op het eiland Man. In de TT kwamen de 125cc-, de 250cc-, de 350cc- en de 500cc-klasse aan de start. Voor de 125cc-klasse was de Ultra-Lightweight TT de openingsrace van het seizoen.

## Algemeen
Opnieuw kostte de TT van Man het leven aan een coureur: Frank Fry verongelukte tijdens de trainingen. Manliff Barrington brak een heup en moest zijn carrière beëindigen. Geoff Duke viel in de Senior TT voor de tweede keer dit seizoen uit, maar won de Junior TT. Fergus Anderson behaalde zijn tweede overwinning met de 250cc-Moto Guzzi Gambalunghino en Cecil Sandford scoorde zijn eerste overwinning én de eerste voor de MV Agusta 125 Bialbero. In de Clubmans Junior TT debuteerde een nieuwe ster: Bob McIntyre werd tweede met een BSA Gold Star.

## Hoofdraces

### Senior TT (500 cc)
Geoff Duke leidde de Senior TT vier ronden lang, maar toen reed hij de pit in met een defecte koppeling. Reg Armstrong was vastbesloten om de overwinning voor Norton zeker te stellen en dat lukte met enig geluk. Op de finishlijn brak zijn primaire ketting. Hij had wel wat tijd gehad om een stukje te duwen, want hij had ongeveer een halve minuut voorsprong op Les Graham, die door MV Agusta naar Man was gezonden vanwege zijn circuitkennis. Carlo Bandirola had men in Italië gelaten. Gilera had geen coureurs in dienst die de 60 km-lange Mountain Course kenden en was helemaal thuis gebleven. De prestaties van de nieuwe AJS E95 vielen nogal tegen. Na de eerste twee plaatsen van Jack Brett en Bill Doran in de Zwitserse Grand Prix werden Rod Coleman en Bill Lomas nu op grote achterstand gereden. Brett viel uit en Doran kwam niet aan de start vanwege een tijdens de training opgelopen hersenschudding.
| Pos | Coureur           | Merk      | Tijd      | Punten |
| --- | ----------------- | --------- | --------- | ------ |
| 1   | Reg Armstrong     | Norton    | 2:50"28'4 | 8      |
| 2   | Les Graham        | MV Agusta | 2:50"55'0 | 6      |
| 3   | Ray Amm           | Norton    | 2:51"31'2 | 4      |
| 4   | Rod Coleman       | AJS       | 2:56"39'0 | 3      |
| 5   | Bill Lomas        | AJS       | 2:58"39'0 | 2      |
| 6   | Cromie McCandless | Norton    | 2:58"51'2 | 1      |
| 7   | George Brown      | Norton    | 3:00"35'8 |        |
| 8   | Ken Mudford       | Norton    | 3:00"39'0 |        |
| 9   | Albert Moule      | Norton    | 3:02"41'6 |        |
| 10  | Phil Carter       | Norton    | 3:03"31'8 |        |
| 11  | Vic Willoughby    | Norton    | 3:03"56'0 |        |
| 12  | Syd Lawton        | AJS       | 3:04"04'2 |        |
| 13  | Tony McAlpine     | Norton    | 3:05"29'2 |        |
| 14  | Roy Evans         | Norton    | 3:05"42'2 |        |
| 15  | Don Williams      | Norton    | 3:05"51'0 |        |
| 16  | John Grace        | Norton    | 3:05"59'0 |        |
| 17  | Humphrey Ranson   | Norton    | 3:07"00'6 |        |
| 18  | Charlie Salt      | BSA       | 3:07"39'4 |        |
| 19  | Cyril Stevens     | Norton    | 3:08"19'0 |        |
| 20  | Frank Norris      | Norton    | 3:09"06'0 |        |
| 21  | Arthur Wheeler    | Norton    | 3:09"37'8 |        |
| 32  | Ken Kavanagh      | Norton    | 3:15"32'0 |        |

| Coureur          | Merk     | Oorzaak                |
| ---------------- | -------- | ---------------------- |
| Cecil Sandford   | BSA      |                        |
| Roland Pike      | Pike-BSA | Verloren schakelpedaal |
| Geoff Duke       | Norton   | Koppeling              |
| Jack Brett       | AJS      |                        |
| Ashley Len Parry | Norton   |                        |

| Coureur    | Merk   | Oorzaak  |
| ---------- | ------ | -------- |
| Bill Doran | AJS    | Blessure |
| Frank Fry  | Norton | †        |

| Coureur           | Merk      | Oorzaak    |
| ----------------- | --------- | ---------- |
| Auguste Goffin    | Norton    |            |
| Hans Baltisberger | BMW       |            |
| John Surtees      | Norton    |            |
| Carlo Bandirola   | MV Agusta | Teambeleid |
| Giuseppe Colnago  | Gilera    | Teambeleid |
| Nello Pagani      | Gilera    | Teambeleid |
| Umberto Masetti   | Gilera    | Teambeleid |

### Top tien tussenstand 500cc-klasse
| Pos | Coureur           | Merk      | Ptn |
| --- | ----------------- | --------- | --- |
| 1   | Reg Armstrong     | Norton    | 8   |
| 1   | Jack Brett        | AJS       | 8   |
| 3   | Bill Doran        | AJS       | 6   |
| 3   | Les Graham        | MV Agusta | 6   |
| 5   | Ray Amm           | Norton    | 5   |
| 5   | Rod Coleman       | AJS       | 5   |
| 7   | Carlo Bandirola   | MV Agusta | 4   |
| 8   | Nello Pagani      | Gilera    | 3   |
| 9   | Bill Lomas        | AJS       | 2   |
| 10  | Cromie McCandless | Norton    | 1   |

### Junior TT (350 cc)
In de Junior TT bleef de Norton Manx van Geoff Duke wel heel en hij leidde de race van start tot finish om met bijna anderhalve minuut voorsprong op zijn teamgenoot Reg Armstrong te winnen. AJS werd weer op minuten achterstand gezet en de laatste Velocette KTT Mk VIII, in handen van Cecil Sandford, werd slechts negende met een kwartier achterstand.
| Pos | Coureur           | Merk      | Tijd      | Punten |
| --- | ----------------- | --------- | --------- | ------ |
| 1   | Geoff Duke        | Norton    | 2:55"30'6 | 8      |
| 2   | Reg Armstrong     | Norton    | 2:56"57'8 | 6      |
| 3   | Rod Coleman       | AJS       | 2:58"12'4 | 4      |
| 4   | Bill Lomas        | AJS       | 3:00"41'0 | 3      |
| 5   | Syd Lawton        | AJS       | 3:07"05'0 | 2      |
| 6   | George Brown      | AJS       | 3:07"33'4 | 1      |
| 7   | Cromie McCandless | Norton    | 3:08"30'4 |        |
| 8   | Ernie Ring        | AJS       | 3:08"42'8 |        |
| 9   | Cecil Sandford    | Velocette | 3:10"20'2 |        |
| 10  | Phil Carter       | Norton    | 3:12"16'6 |        |
| 11  | Albert Moule      | Norton    | 3:13"45'0 |        |
| 12  | N.W. Stewart      | Norton    | 3:14"04'0 |        |
| 13  | H.L. Williams     | Norton    | 3:15"38'0 |        |
| 14  | Les Dear          | AJS       | 3:16"52'2 |        |
| 15  | John Grace        | Norton    | 3:17"21'0 |        |
| 16  | Robin Sherry      | Norton    | 3:17"25'0 |        |
| 17  | Phil Heath        | AJS       | 3:17"45'0 |        |
| 18  | Bill Beevers      | Norton    | 3:17"55'4 |        |
| 19  | Humphrey Ranson   | AJS       | 3:18"15'0 |        |
| 20  | Roy Evans         | AJS       | 3:18"18'6 |        |

| Coureur      | Merk      | Oorzaak              |
| ------------ | --------- | -------------------- |
| Ken Kavanagh | Norton    |                      |
| Jack Brett   | AJS       |                      |
| Roland Pike  | Pike-BSA  | Gebroken stoterstang |
| Les Graham   | Velocette |                      |
| Ray Amm      | Norton    |                      |

| Coureur        | Merk   |
| -------------- | ------ |
| Auguste Goffin | Norton |
| Ewald Kluge    | DKW    |
| Roland Schnell | Horex  |
| Mike O'Rourke  | AJS    |

### Top acht tussenstand 350cc-klasse
(Slechts acht coureurs hadden al punten gescoord)
| Pos | Coureur       | Merk   | Ptn |
| --- | ------------- | ------ | --- |
| 1   | Geoff Duke    | Norton | 16  |
| 2   | Rod Coleman   | AJS    | 10  |
| 2   | Reg Armstrong | Norton | 10  |
| 4   | Syd Lawton    | AJS    | 4   |
| 5   | Bill Lomas    | AJS    | 3   |
| 5   | Jack Brett    | AJS    | 3   |
| 7   | George Brown  | AJS    | 1   |
| 7   | Ray Amm       | Norton | 1   |

### Lightweight TT (250 cc)
Opnieuw was de overmacht van Moto Guzzi in de Lightweight TT enorm. Fergus Anderson en Enrico Lorenzetti reden hun Gambalunghino's naar de eerste twee plaatsen voor Syd Lawton, die waarschijnlijk nog op de oude Moto Guzzi Albatros reed. Anderson reed ook een nieuw racerecord, maar Bruno Ruffo, die slechts zesde werd, reed de snelste ronde. Dat was niet slecht, want het was zijn eerste en enige optreden op de Snaefell Mountain Course.
| Pos | Coureur             | Merk        | Tijd      | Punten |
| --- | ------------------- | ----------- | --------- | ------ |
| 1   | Fergus Anderson     | Moto Guzzi  | 1:48"08'6 | 8      |
| 2   | Enrico Lorenzetti   | Moto Guzzi  | 1:48"40'8 | 6      |
| 3   | Syd Lawton          | Moto Guzzi  | 1:49"43'2 | 4      |
| 4   | Les Graham          | Velocette   | 1:50"22'0 | 3      |
| 5   | Maurice Cann        | Moto Guzzi  | 1:50"51'6 | 2      |
| 6   | Bruno Ruffo         | Moto Guzzi  | 1:51"26'0 | 1      |
| 7   | Ron Mead            | Velocette   | 1:57"48'4 |        |
| 8   | Ray Petty           | Norton      | 1:59"01'0 |        |
| 9   | Arthur Wheeler      | Moto Guzzi  | 2:00"00'4 |        |
| 10  | Charlie Salt        | Pike-Rudge  | 2:00"38'6 |        |
| 11  | E.A. Barrett        | Moto Guzzi  | 2:02"12'8 |        |
| 12  | Colin Bruce         | Velocette   | 2:02"18'4 |        |
| 13  | Roland Pike         | Pike-Rudge  | 2:02"28'0 |        |
| 14  | Svend-Aage Sørensen | Excelsior   | 2:06"23'0 |        |
| 15  | Frank Cope          | AJS         | 2:06"52'8 |        |
| 16  | J. Fisher           | Excelsior   | 2:07"35'0 |        |
| 17  | Harold Hartley      | Rudge       | 2:07"43'0 |        |
| 18  | H.L. Stephen        | AJS-Triumph | 2:07"54'0 |        |
| 19  | J. McCredie         | Excelsior   | 2:07"57'0 |        |
| 20  | C.M. Luck           | CLS         | 2:11"29'0 |        |

| Coureur      | Merk       |
| ------------ | ---------- |
| Bill Lomas   | Velocette  |
| Bill Webster | Pike-Rudge |

| Coureur            | Merk       |
| ------------------ | ---------- |
| Ewald Kluge        | DKW        |
| Gotthilf Gehring   | Moto Guzzi |
| Hein Thorn Prikker | Moto Guzzi |
| Hermann Gablenz    | Horex      |
| Rudi Felgenheier   | DKW        |
| Werner Haas        | NSU        |
| Benny Rood         | Velocette  |
| Alano Montanari    | Moto Guzzi |
| Bruno Francisci    | Moto Guzzi |
| Nino Grieco        | Parilla    |
| Roberto Colombo    | NSU        |
| Sieb Postma        | Moto Guzzi |

### Top negen tussenstand 250cc-klasse
(Slechts negen spelers hadden al punten gescoord)
| Pos | Coureur           | Merk       | Ptn |
| --- | ----------------- | ---------- | --- |
| 1   | Fergus Anderson   | Moto Guzzi | 16  |
| 2   | Enrico Lorenzetti | Moto Guzzi | 12  |
| 3   | Les Graham        | Benelli    | 7   |
| 4   | Syd Lawton        | Moto Guzzi | 4   |
| 5   | Alano Montanari   | Moto Guzzi | 3   |
| 6   | Maurice Cann      | Moto Guzzi | 2   |
| 6   | Nino Grieco       | Parilla    | 2   |
| 8   | Gotthilf Gehring  | Moto Guzzi | 1   |
| 8   | Bruno Ruffo       | Moto Guzzi | 1   |

### Ultra-Lightweight TT (125 cc)
In het seizoen 1951 was men al blij met achttien deelnemers in de Ultra-Lightweight TT, maar het liep nog niet storm met zeventien deelnemers in 1952. De race werd teruggebracht van vier naar drie ronden en werd een prooi voor de Italiaanse viertaktmotoren. Het werd het eerste TT-succes voor MV Agusta, nu Cecil Sandford won en tussendoor de eerste ronde onder de dertig minuten realiseerde. Carlo Ubbiali werd met de Mondial 125 Bialbero tweede, maar had bijna anderhalve minuut achterstand. Ashley Len Parry werd knap derde met de Mondial 125 Monoalbero-productieracer.
| Pos | Coureur              | Merk              | Tijd      | Punten |
| --- | -------------------- | ----------------- | --------- | ------ |
| 1   | Cecil Sandford       | MV Agusta         | 1:29"54'8 | 8      |
| 2   | Carlo Ubbiali        | Mondial           | 1:31"35'0 | 6      |
| 3   | Ashley Len Parry     | Mondial           | 1:34"02'6 | 4      |
| 4   | Cromie McCandless    | Mondial           | 1:37"13'4 | 3      |
| 5   | Angelo Copeta        | MV Agusta         | 1:38"33'4 | 2      |
| 6   | Frank Burman         | EMC-Puch          | 1:47"34'0 | 1      |
| 7   | H. L. Williams       | BSA               | 1:57"02'4 |        |
| 8   | H. A. Grindley       | DMW-Royal Enfield | 1:57"42'0 |        |
| 9   | M. Noel Mavrogordato | EMC-Puch          | 1:58"47'0 |        |
| 10  | E. V. C. Hardy       | DOT               | 1:59"03'0 |        |
| 11  | L. J. B. R. French   | EMC-Puch          | 2:07"15'0 |        |
| 12  | R. J. Penny          | EMC-Puch          | 2:09"11'0 |        |

| Coureur             | Merk      |
| ------------------- | --------- |
| Hermann Paul Müller | Mondial   |
| Hubert Luttenberger | NSU       |
| Werner Haas         | NSU       |
| Bill Lomas          | MV Agusta |
| Charlie Salt        | MV Agusta |
| Les Graham          | MV Agusta |
| Emilio Mendogni     | Morini    |
| Guido Sala          | MV Agusta |
| Luigi Zinzani       | Morini    |
| Romolo Ferri        | Morini    |
| Lo Simons           | Mondial   |

## Overige races
| Pos | Coureur              | Merk    | Tijd      |
| --- | -------------------- | ------- | --------- |
| 1   | Bernard Hargreaves   | Triumph | 1:49"50'0 |
| 2   | Ken James            | Norton  | 1:50"28'6 |
| 3   | J.R. Clark           | Norton  | 1:50"32'6 |
| 4   | Derek Farrant        | Norton  | 1:50"52'0 |
| 5   | Jack Bottomley       | Triumph | 1:51"08'0 |
| 6   | R.W.C. Kerr          | Triumph | 1:51"59'0 |
| 7   | R.W.C. Ritchie       | Norton  | 1:53"12'2 |
| 8   | Derek Tyndale-Powell | BSA     | 1:53"47'8 |
| 9   | A.M. Cook            | Triumph | 1:53"54'0 |
| 10  | A.W. Dobbs           | Norton  | 1:54"01'6 |
| 16  | Frank Perris         | Triumph | 1:57"48'6 |

| Pos | Coureur              | Merk   | Tijd      |
| --- | -------------------- | ------ | --------- |
| 1   | Eric Houseley        | BSA    | 1:54"45'2 |
| 2   | Bob McIntyre         | BSA    | 1:55"17'4 |
| 3   | Ken James            | Norton | 1:55"24'6 |
| 4   | C.E. Staley          | BSA    | 1:56"53'6 |
| 5   | Derek Tyndale-Powell | BSA    | 1:57"17'4 |
| 6   | Harry Plews          | Norton | 1:57"45'2 |
| 7   | Harry Brown          | BSA    | 1:58"13'6 |
| 8   | R. Jones             | BSA    | 1:58"19'0 |
| 9   | J. Ritchie           | Norton | 1:58"50'4 |
| 10  | E.B. Jones           | BSA    | 1:59"06'0 |

1907 · 1908 · 1909 · 1910 · 1911 · 1912 · 1913 · 1914 · Eerste Wereldoorlog · 1920 · 1921 · 1922 · 1923 · 1924 · 1925 · 1926 · 1927 · 1928 · 1929 · 1930 · 1931 · 1932 · 1933 · 1934 · 1935 · 1936 · 1937 · 1938 · 1939 · Tweede Wereldoorlog · 1947 · 1948 · 1949 · 1950 ·1951 · 1952 · 1953 · 1954 · 1955 · 1956 · 1957 · 1958 · 1959 · 1960 · 1961 · 1962 · 1963 · 1964 · 1965 · 1966 · 1967 · 1968 · 1969 · 1970 · 1971 · 1972 · 1973 · 1974 · 1975 · 1976 · 1977 · 1978 · 1979 · 1980 · 1981 · 1982 · 1983 · 1984 · 1985 · 1986 · 1987 · 1988 · 1989 · 1990 · 1991 · 1992 · 1993 · 1994 · 1995 · 1996 · 1997 · 1998 · 1999 · 2000 · 2002 · 2003 · 2004 · 2005 · 2006 · 2007 · 2008 · 2009 · 2010 · 2011 · 2012 · 2013 · 2014